# Llandudno (Kapstadt)
Llandudno ist ein Stadtteil von Kapstadt in Südafrika. 2011 hatte er 571 Einwohner. Er liegt direkt an der Atlantikküste und hat zwei Strände. Der Name geht zurück auf den walisischen Ort gleichen Namens.
Der Ort ist allerdings kein typischer Touristenort, da touristische Einrichtungen fehlen. Es gibt dort zwar Unterkünfte, jedoch keine Restaurants oder Läden. Vor allem in den warmen Jahreszeiten gibt es kaum Parkplätze, so dass zu bestimmten Zeiten die Zufahrt zum Ort gesperrt wird, damit die recht wohlhabenden Bewohner nicht gestört werden. Zu Fuß zu erreichen ist von hier der Sandy Bay Beach, ein inoffizieller FKK-Strand.
Vor der Küste lag bis zu einem Sturm im Jahr 1996 sichtbar das Wrack des Tankers Romelia, der hier 1977 havariert war.